# هوسپرس (آیووا)
هوسپرس (به انگلیسی: Hospers) شهری در ایالت آیووا کشور ایالات متحده آمریکا است که جمعیت آن در سرشماری سال ۲۰۱۰ میلادی، ۶۹۸ نفر بوده‌است.